# 李始
李 始（り し、? - 338年）は、五胡十六国時代成漢の人物。字は伯起。李特の長男であり、初代皇帝李雄の異母兄。略陽郡臨渭県（現在の甘粛省秦安県の東南）の人。

## 生涯
永寧元年（301年）10月、李特が西晋から自立すると、武威将軍に任じられた。
建興元年（304年）10月、李雄が成漢を興すと太保に昇進して折衝将軍を加えられた。
李始は良く士衆を慰撫したので、彼の下に帰順する者は多かった。当時の人は「老後を養いたいならば、太保に属するべきだ」と言ったという。
玉衡元年（311年）1月、李驤と共に軍を進めて巴西を攻め落とし、守将の文碩を殺害した。
玉衡24年（334年）6月、李雄が崩御すると李班が継いだが、9月に李期により殺害された。李始は征東大将軍に任じられ、李越に代わって江陽を鎮守した。
李始は漢王李寿の下に赴くと、共に李期を討伐しようと持ち掛けたが、李寿は従わなかった。李始は怒り、反対に李期の下に赴いて李寿を捕えるよう説いたが、これも認められなかった。
玉恒4年（338年）、李寿が成都を攻め落として皇位を簒奪すると、李始は兄弟10人余りと共に誅殺された。